# Konstitutionsergänzungsakte

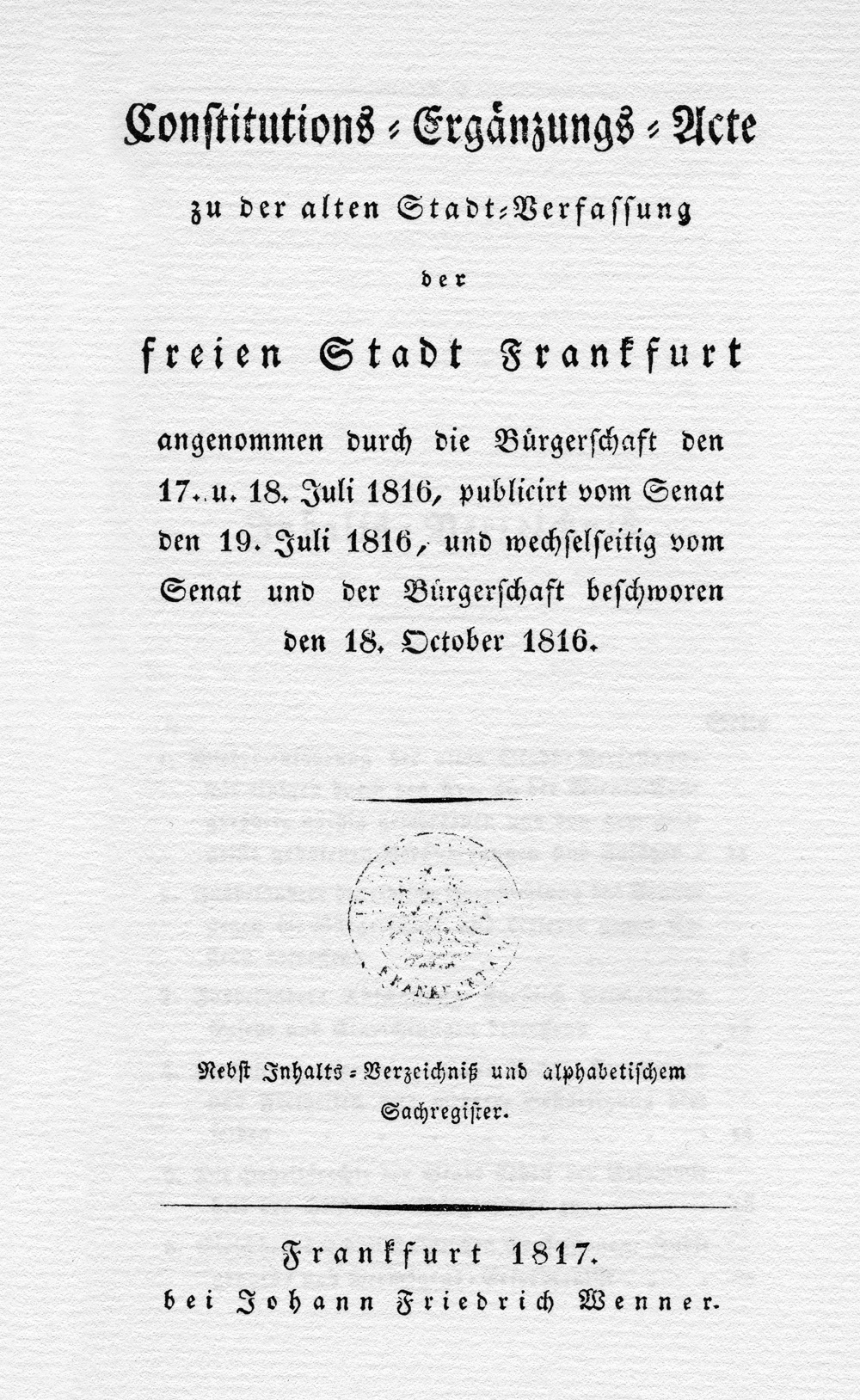
Titelblatt einer Druckausgabe, 1817

Die Konstitutionsergänzungsakte war die von 1816 bis 1866 gültige Verfassung der Freien Stadt Frankfurt.

## Entstehungsgeschichte

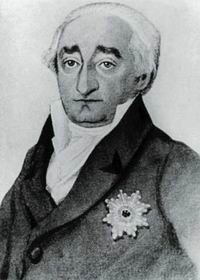
Freiherr vom Stein erhielt für seine Verdienste um die Freie Stadt Frankfurt das Ehrenbürgerrecht

Frankfurt am Main war seit 1220 eine selbstverwaltete Stadt und wurde 1372 Freie Reichsstadt im Heiligen Römischen Reich Deutscher Nation. Aufgrund ihrer Bedeutung als Wahl- und Krönungsstadt der Kaiser wurde sie nach dem Reichsdeputationshauptschluss 1803 nicht mediatisiert, wie die meisten anderen Reichsstädte, sondern behielt ihre Selbständigkeit. Erst im Rheinbundvertrag vom 12. Juli 1806 fiel die Reichsstadt an das von Napoleon dem letzten Erzbischof von Mainz, Carl Theodor von Dalberg, zugesprochene Fürstentum Aschaffenburg, das 1810 zum Großherzogtum Frankfurt wurde.
Dalberg führte in seinem Staat zahlreiche Reformen ein, die vom liberalen Frankfurter Bürgertum überwiegend begrüßt wurden. Er strebte einen von den Prinzipien der Aufklärung geprägten Modellstaat an und schaffte in seiner kurzen Regierungszeit unter anderem die Leibeigenschaft und Frondienste ab, reformierte das Schul- und Bildungssystem und erließ 1806 ein Dekret zur Judenemanzipation. Am 16. August 1810 erließ er eine am französischen Vorbild orientierte Verfassung, 1811 führte er den Code Civil ein.
Nach der Völkerschlacht bei Leipzig am 18. Oktober 1813 wandte sich das Bürgertum gegen die als Fremdherrschaft empfundene französische Besatzung. Dalberg hatte das Großherzogtum bereits am 30. September 1813 verlassen. Er zog sich nach Regensburg zurück und dankte am 28. Oktober zugunsten von Napoleons Stiefsohn Eugène de Beauharnais ab, der sein Amt als Großherzog jedoch nicht mehr antreten konnte. Nach letzten Gefechten am 31. Oktober 1813 zog die französische Armee am 1. November aus Frankfurt ab.
Am 6. November zogen die Alliierten in Frankfurt ein. Der mit der Zivilverwaltung in den zurückeroberten Gebieten beauftragte Freiherr vom Stein forderte schon im Dezember 1813, die Stadt Frankfurt mit ihrem ehemaligen Gebiete für eine freie deutsche Stadt zu erklären und in ihre alte Verfassung wieder einzusetzen. Am 14. Dezember verfügten die Alliierten, daß die Stadt Frankfurt, von dem sogenannten Großherzogthume getrennt, vorläufig in ihre eigene ständische vormalige Municipalverfassung zurücktreten solle.
Dagegen regte sich Widerstand, da die Stadt vom Königreich Bayern beansprucht und diesem von Kaiser Franz I. von Österreich auch bereits zugesagt war. Aber auch Nassau forderte die Souveränität über Frankfurt. Erst nach zähen diplomatischen Verhandlungen beschloss der Wiener Kongress am 9. Juni 1815 in Artikel 46 der Kongressakte: La ville de Francfort, avec son territoire, tel qu'il se trouvait en 1803, est déclarée libre et fera partie de la Ligue Germanique. Da es kein Reich und keinen Kaiser mehr gab, hieß die ehemalige Freie Reichsstadt nunmehr Freie Stadt und war, wie die anderen deutschen Länder, ein völkerrechtlich völlig selbständiger Staat. Dies lag damals durchaus im preußischen Interesse, weil es neben Österreich keine zweite süddeutsche Großmacht wollte und ein neutrales Frankfurt als Sitz des Deutschen Bundes favorisierte. Am 9. Juli 1815 erhielt die Stadt ihre Souveränitätsrechte übertragen.

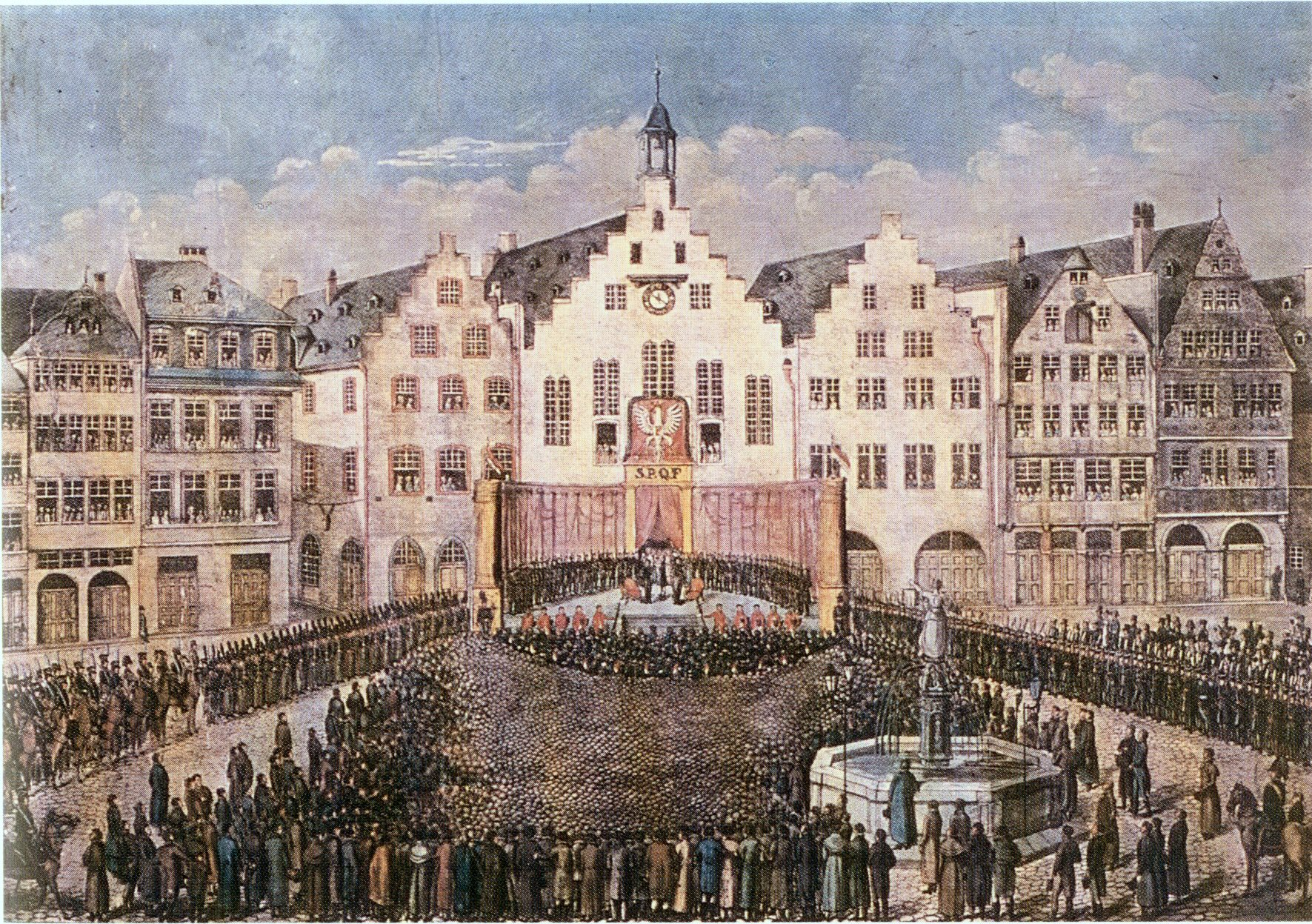
Abnahme des Bürgereides am 18. Oktober 1816

Inzwischen wurde um die künftige Verfassung der Freien Stadt gerungen. 1814 erschienen drei verschiedene Entwürfe von jeweils dazu berufenen Kommissionen, dazu ein weiterer von Freiherr vom Stein am 19. Juli 1814 empfohlener Verfassungsentwurf.
Keiner der vier Entwürfe wurde beim Wiener Kongress angenommen. Vielmehr entschied dieser in § 46 der Kongressakte, daß eine Verfassung festzusetzen sey, deren Einrichtungen auf gleichen Ansprüchen der Bekenner der christlichen Confessionen auf alle bürgerliche und politische Rechte in allen Beziehungen der Regierung und Verwaltung gegründet werden sollten. Am 15. Januar 1816 berief der Senat eine Kommission von 13 Mitgliedern zur Erarbeitung einer Ergänzungsacte zu der alten Frankfurter Stadtverfassung. Zu dieser Kommission gehörten angesehene Bürger, darunter Anton Kirchner, dem die liberalen Elemente der Verfassung wesentlich zu danken sind. Leiter der Kommission war der Syndicus Johann Büchner.
Am 29. Juni 1816 legte die Kommission ihren Entwurf dem Senat vor. Darin hatte sie 96 bei ihr eingereichte Eingaben verarbeitet.
Am 18. Juli 1816 stimmten von 5000 stimmberechtigten Bürgern 2700 für den Entwurf, nur 47 dagegen. Proteste des Adels, der Katholiken und der Juden wurden wegen dieser großen Mehrheit abgewiesen. Am 18. Oktober 1816 wurde die Konstitutionsergänzungsakte in einer feierlichen Bürgerversammlung auf dem Römerberg beschworen. Der 18. Oktober, Jahrestag der Völkerschlacht und der Konstitutionsergänzungsakte, wurde seitdem jährlich als Frankfurter Nationalfeiertag festlich begangen. Die Verfassung blieb mit verschiedenen Änderungen bis zur Annexion der Freien Stadt Frankfurt durch Preußen 1866 in Kraft.

## Inhalt
Die Konstitutionsergänzungsakte mit ihren 52 Artikeln restaurierte in wesentlichen Teilen die alte seit dem Fettmilch-Aufstand von 1614 bis 1806 gültige Ratsverfassung, wobei die Rolle des Rats nun dem Senat der Freien Stadt Frankfurt zufiel. Die bisherigen Vorrechte der Patrizier erloschen.
Die drei wichtigsten Verfassungsorgane waren der Gesetzgebende Körper, die ständige Bürgerrepräsentation und der Senat. Sie waren untereinander sowie mit der Justizverwaltung verflochten, so dass die Prinzipien der Gewaltenteilung nicht streng eingehalten waren.

### Artikel 1 bis 4: Präambel
In den ersten Artikeln beschrieb die Konstitutionsergänzungsakte die Grundlagen der staatlichen Verfassung Frankfurts: Privilegien, Verträge – insbesondere den Bürgervertrag – kaiserliche Resolutionen, reichsgerichtliche Entscheidungen, Verordnungen und Herkommen sowie den Artikel 46 der Wiener Kongressakte. Artikel 2 enthielt den von jedem Bürger und Beisassen zu leistenden Eid auf Treue und Gehorsam gegen die freie Stadt und den Senat, und genaue Beobachtung der Stadtverfassung sowie die Eidesleistung des Senats, daß er das ihm übertragene städtische Regiment nur nach Vorschrift der alten Stadtverfassung und dieser Acte führen, auch die Bürger bei ihren Rechten und Freiheiten, so viel an ihm liegt, schützen und schirmen wolle.
Artikel 3 zählte die durch die Akte abgeschafften Gesetze und Verordnungen der Dalberg-Zeit auf, setzte das Alter der Volljährigkeit auf 21 Jahre fest und stellte die alten Familienfideikommisse wieder her.

### Artikel 5 bis 7: Bürger
Nach Artikel 5 der Konstitutionsergänzungsakte ruhte die Souveränität der Stadt auf der Gesamtheit der christlichen Bürgerschaft. Nach Artikel 6 konnte das Bürgerrecht nur erwerben, wer ein Vermögen von mindestens 5000 Gulden besaß. Dem gesetzgebenden Körper bleibt jedoch, auf Antrag des Senats, die Dispensation zugunsten vorzüglicher Talente vorbehalten.
Artikel 7 bestimmte, dass christliche Einwohner ohne Bürgerrecht den Status eines geschützten Beisassen ohne politische Rechte erwerben konnten, sofern sie mindestens 500 Gulden Vermögen vorweisen konnten. Die Bewohner der Frankfurter Landgemeinden (Nachbarn) und die Juden galten wie vor 1806 als Staatsuntertanen mit eingeschränkten Bürgerrechten. Die Dorfbewohner wurden erst 1818, die Juden 1824 den Bürgern privatrechtlich gleichgestellt.

### Artikel 8 bis 17: Gesetzgebender Körper

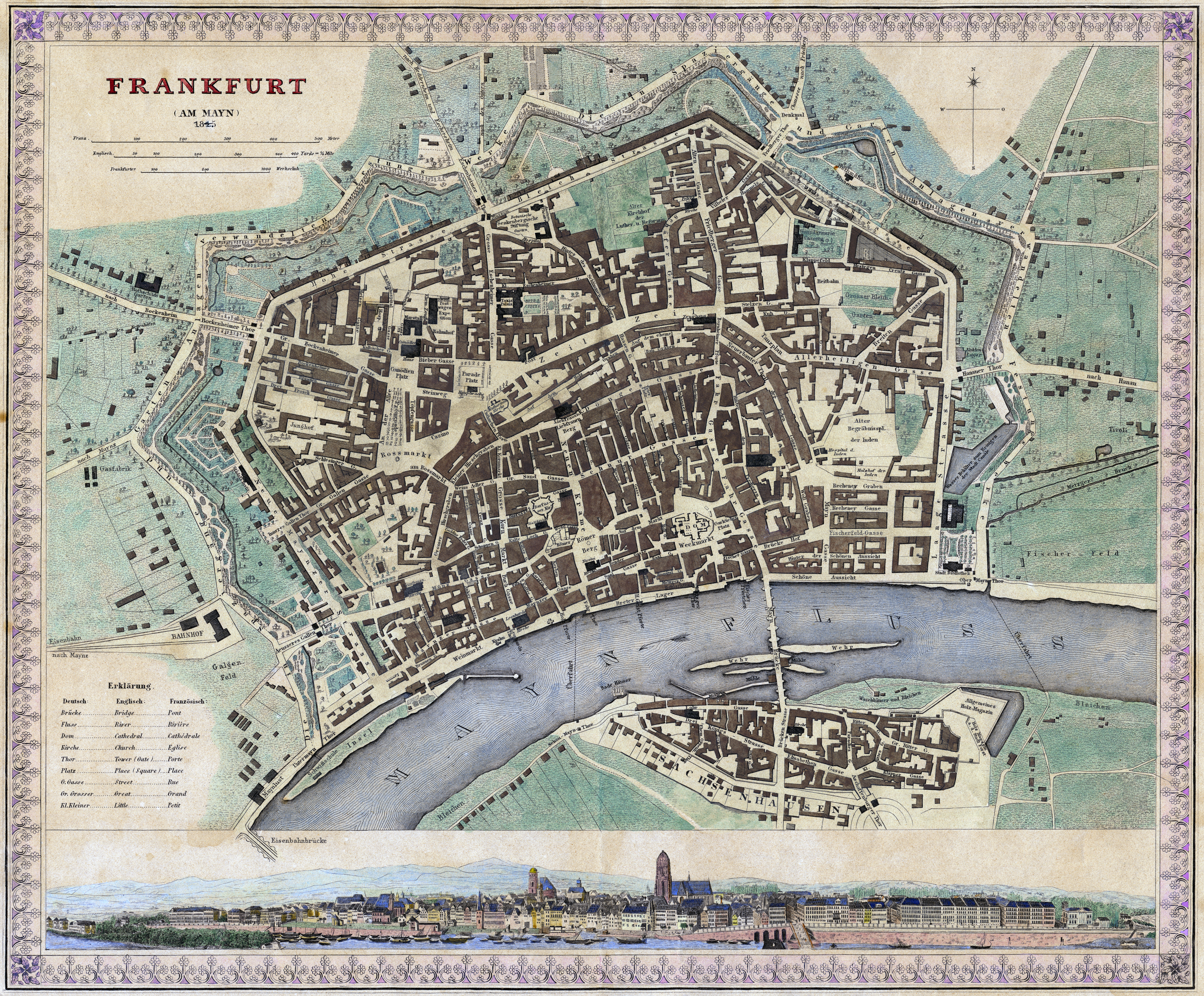
Stadtplan von 1845

Der Gesetzgebende Körper bestand aus 85 Mitgliedern. 20 davon stellte der Senat (bis 1856) und 20 die ständige Bürgerrepräsentation, während 45 in indirekter Wahl von den Bürgern bestimmt wurden. Dazu wählten diese jährlich ein Wahlkollegium aus 75 Bürgern, zu denen seit 1823 noch neun Deputierte aus den Landgemeinden kamen. Erst 1853 erhielten die Landbewohner das Wahlrecht. Mit der Wahlrechtsreform von 1866 wurde die direkte Wahl eingeführt, allerdings fand vor der preußischen Annexion keine Wahl mehr statt.
Der Gesetzgebende Körper wurde jährlich gewählt, seine Sitzungsperiode dauerte in der Regel sechs Wochen. Er war zuständig für die Gesetzgebung, die Bewilligung und Erhebung von Steuern, Genehmigung des Budgets und die Aufsicht über den Staatshaushalt. Der Vorstand des Gesetzgebenden Körpers bestand aus dem Präsidenten, zwei Vizepräsidenten und einem Sekretariat von vier Rechtsgelehrten.
Die 75 Wahlmänner wurden nach einem komplizierten Verfahren gemäß Artikel 11 der Akte bestimmt. Die Bürger wählten in jedem der 14 Quartiere aus 170 bis 270 Häusern an bestimmten Tagen in drei Abteilungen jeweils 25 Wahlmänner. Zur ersten Abteilung gehörten Adelige, Gelehrte aller Fakultäten, Staatsdiener, Gutsbesitzer, Rentiers, Offiziere, Lehrer und nichtzünftige Künstler. Die zweite Abteilung umfasste Bankiers, Groß- und Kleinhändler, Gastwirte, verbürgerte Buchhalter und Handlungscommis, geschworene Mäkler, Krämer und alle zu keiner Zunft gehörigen Wirte. In der dritten Abteilung stimmten alle zünftigen Handwerker und Künstler sowie die übrigen Bürger ab, welche keiner der beiden anderen Abteilungen angehörten und irgend ein sonstiges gesetzlich erlaubtes Gewerb und Nahrung dahier treiben. Das Wahlmännergremium wählte anschließend in einer Sitzung im Römer mit absoluter Stimmenmehrheit 45 Bürger aus allen Ständen der gesammten hiesigen christlichen Bürgerschaft,...in deren Rechtschaffenheit und Kenntnisse sie Vertrauen setzen. Mitglieder des Senats und der ständigen Bürgerrepräsentation waren vom passiven Wahlrecht ausgeschlossen, ebenso
- wer noch nicht 30 Jahre alt war,
- wer in besoldetem Dienst eines Privaten stand,
- wer eines peinlichen Verbrechens halber bestraft worden oder desfalls noch in Untersuchung steht,
- alle Falliten, es sey denn, daß jemand seine Zahlungsunfähigkeit gerichtlich angezeigt oder mit seinen Gläubigern insgeheim Nachlässe oder Anstandsverträge errichtet hat, bevor er seine Gläubiger vollständig, d. h. ohne Abzug oder Nachlaß, bezahlt haben wird.

### Artikel 18 bis 24: Senat und Bürgermeister
Der Senat der Freien Stadt Frankfurt war die Exekutive der Freien Stadt Frankfurt und der Nachfolger des Rates der reichsstädtischen Verfassung. Wie dieser bestand er aus drei Bänken mit je 14 Mitgliedern. Anders als vor 1806 lag die Vorherrschaft aber nicht mehr bei den patrizischen Ganerbschaften, vor allem der adeligen Gesellschaften Alten Limpurg und Zum Frauenstein.
Die erste Senatsbank war die Bank der Schöffen, zu denen auch die vier städtischen Syndici gehörten. Ihre Mitglieder ergänzten sich nach dem Prinzip der Anciennität aus der zweiten Bank, der Bank der Senatoren, welche aus Adeligen, Gelehrten, Militärpersonen, Kaufleuten und sonstigen angesehenen Bürgern oder verdienten Senatoren der dritten Bank bestand. Die Dritte Bank setzte sich aus 12 zünftigen und zwei nichtzünftigen Ratsverwandten zusammen. Die Mitglieder der zweiten und dritten Bank wurden durch ein Wahlgremium aus sechs Senatoren und sechs Mitgliedern des gesetzgebenden Körpers nach dem Verfahren der Kugelung kooptiert.
Ebenfalls durch Kugelung wurden jährlich die beiden Bürgermeister gewählt. Der Ältere Bürgermeister führte den Vorsitz im Senat und war Chef der auswärtigen Beziehungen sowie des Militärwesens. Er entstammte immer der Schöffenbank. Der Jüngere Bürgermeister aus der Senatorenbank hatte die Leitung der Polizei, des Zunftwesens und der Bürgerrechtsangelegenheiten und war Vertreter seines Kollegen.

### Artikel 27 bis 34: Justiz
Die städtische Justizverwaltung bestand aus den Justizkollegien und den Justizämtern. Oberstes Justizkollegium war das Oberappellationsgericht in Lübeck. Das Appellations- und Kriminalgericht mit seinen sechs Appellationsgerichtsräten wurde von der Schöffen- und der Senatorenbank im Senat gewählt. Es bildete in bürgerlichen Rechtsstreitigkeiten die zweite Instanz zum Stadtgericht, das aus einem Direktor, einem Vizedirektor und vier Gerichtsräten bestand. Vor dem Stadtgericht wurden Zivilstreitigkeiten in erster Instanz verhandelt, darüber hinaus war es das oberste Vormundschaftsgericht und das Ehegericht für Protestanten. Zu den Justizkollegien gehörten ferner das Kuratelamt aus drei Senatoren, zuständig für Vormundschaftsangelegenheiten, sowie das Polizeigericht für Ordnungswidrigkeiten.
Justizämter waren das für strafrechtliche Untersuchungen zuständige peinliche Verhöramt unter dem Vorsitz des Jüngeren Bürgermeisters, das Stadtamt und das Landamt, welche für zivilrechtliche Bagatellfälle unter 300 Gulden Streitwert im Stadtbezirk bzw. im Landbezirk zuständig waren, sowie die Hypotheken-, Transkriptions- und Währschaftsbehörde und das Fiscalat.

### Artikel 35 bis 40: Kirchenverfassung

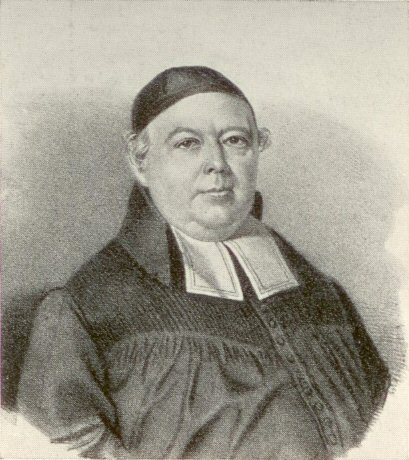
Anton Kirchner, Pfarrer und Schulreformer

Während in der reichsstädtischen Zeit das lutherische Konsistorium das Kirchenregiment ausgeübt hatte, erforderte die rechtliche Gleichstellung der christlichen Konfessionen auch eine Neuregelung der Kirchenverfassung. Die Konstitutionsergänzungsakte bestimmte dazu in Artikel 35: Alle und jede sowohl christliche als auch andere kirchliche Gemeinde, gleichwie sie auf den Schutz des Staates Anspruch zu machen haben, sind auch der Oberaufsicht des Staates untergeordnet und dürfen keinen besonderen Staat im Staate bilden. Diese Oberaufsicht wurde dem Senat übertragen, der dazu das bereits vor 1806 bestehende lutherische Konsistorium wieder errichtete. Es bestand nach Artikel 36 aus zwei lutherischen Senatoren, dem Senior des Predigerministeriums, zwei lutherischen Pfarrern und einem rechtsgelehrten Konsistorialrat. Mit Ausnahme der Ehesachen, die nun dem Stadtgericht übertragen waren, blieben die Zuständigkeiten wie seit 1728 geregelt. Bis zum Ende der Freien Stadt oblag dem lutherischen Konsistorium damit auch die Schulaufsicht des Städtischen Gymnasiums, der Musterschule und aller lutherischen Schulen. Artikel 37 stellte der reformierten Kirche frei, ebenfalls ein Konsistorium einzurichten, was am 8. Februar 1820 durch Verordnung des Senates auch geschah. Artikel 38 regelte die Gründung der katholischen Kirchen- und Schulkommission für die katholischen Schulen, Artikel 39 bestimmte, dass der Staat für die Dotation des lutherischen und des katholischen Religions-Kultus und Schulwesens aufgrund des festgestellten Bedarfs zu sorgen habe. Die Verhandlungen über diese Dotation zogen sich jedoch hin, so dass die beiden Dotationsurkunden erst 1830 erlassen wurden. Nach Artikel 40 der Konstitutionsergänzungsakte hatten die drei Konfessionen das Recht, jeweils einen Gemeindevorstand zu wählen.

### Artikel 45 bis 49: Ständige Bürgerrepräsentation
Die ständige Bürgerrepräsentation aus 51 Mitgliedern aller Stände stand unter dem Vorsitz eines aus ihrer Mitte gewählten Seniors. Ihr zur Seite standen ein bürgerlicher Konsulent und ein rechtsgelehrter Registrator. Aufgabe der ständigen Bürgerrepräsentation war die Kontrolle der Einnahmen und Ausgaben sowie des städtischen Rechnungswesens. Die Rechnungsprüfung oblag dem aus neun Repräsentanten bestehenden Stadtrechnungs-Revisionscolleg, auch Neunerkolleg genannt.

### Artikel 50 bis 52: Schlussbestimmungen
Nach Artikel 50 bedurften Verfassungsänderungen einer Zwei-Drittel-Mehrheit im Senat und im Gesetzgebenden Körper. Artikel 51 beschrieb das Verfahren zur erstmaligen Besetzung des Senats und zur Durchführung der ersten Wahlen, Artikel 52 den Bürgerentscheid zur Bestätigung der Konstitutionsergänzungsakte.